# Вааль
Ва́аль (африк. Vaalrivier, Фалрифир; англ. Vaal River) — река в Южной Африке, правый и крупнейший приток реки Оранжевой. Длина около 1250 км, площадь водосборного бассейна 196 438 км², среднегодовой расход воды 124,59 м³/с. Истоки реки расположены в Драконовых горах в Мпумаланге, к востоку от Йоханнесбурга, около 30 км к северу от Эрмело и примерно в 240 км от Индийского океана. Река течёт на запад, впадая в реку Оранжевую юго-западнее Кимберли в Северо-Капской провинции.
Вдоль северного берега реки лежат Мпумаланга, Гаутенг и Северо-Западная провинция, а по её южному берегу — провинция Фри-Стейт.
От истока к устью по реке расположены города Стандертон, Филлирс, Феринихинг, Парейс, Оркни, Блумхоф, Кристиана, Уоррентон, Уинсортон, Баркли-Уэст, Делпортсхуп, Дуглас.

## Этимология
Голландское (позднее, на африкаанс) название Вааль является эквивалентом готтентотского названия Tky-Gariep. Как Вааль, так и «Tky» означает «бурая» или «мутная», по виду её воды, особенно в сезон паводков, когда всплывает много ила. В верхнем течении река называлась «Likwa» (на языке северный ндебеле), «Ikwa» на зулусском, «ilikwa» на свати, «lekwa» на языке сесото или «cuoa» на Khoikhoi — все эти названия указывают на равнину, которую пересекает река.

## Гидрология
В верхнем течении река протекает через Драконовы горы и плато Высокий Велд, на этом участке река течёт в глубокой долине. Крупнейшие притоки — Вилге, Фет (Фетрифир), Рит, Хартс, Клип, Фалрифир, Сейкербосранд, Тайбосспрейт, Кромелмбухспрейт, Оуверспрейт, Муйрифир, Реностеррифир, Валс, Занд. Половодье на реке наблюдается в ноябре — феврале (летом).
На реке имеются несколько водохранилищ, крупнейшие из которых — Блумхофдам, Фалдам, Хрутдрайдам.

## Значение
Вааль имеет важное значение для промышленности и сельского хозяйства. Из реки берётся вода для производственных нужд Большого Йоханнесбурга и большой части провинции Фри-Стейт. В рамках ирригационной схемы Вааль-Хартс река является основным источником для орошения земель. Воду из Вааля используют 12 миллионов потребителей в Гаутенге и прилегающих районах.

## История
Исторически верховье реки служило северной границей королевства Мошвешве I (1820—1850) Басуто. Затем Вааль стал границей между двумя Бурскими республиками (позднее, провинциями) — Трансвааль и Оранжевое Свободное Государство. «Трансвааль» означает «за Ваалем» по отношению к Капской колонии и к колонии Натал, являвшимся в то время основными местами европейских поселений и лежавшими к югу от Вааля.
В англо-бурскую войну 1899—1902 гг. на берегах этой реки произошли несколько столкновений между враждующими сторонами.

## Экология
Исследование выявило, что микропластик присутствует в 100% проб воды, что свидетельствует о его широком распространении. Основными источниками являются вторичные пластики, такие как одноразовые изделия и упаковочные материалы.